# Косилов, Сергей Сергеевич
Сергей Сергеевич Косилов (укр. Сергій Сергійович Косілов; род. 11 июля 1979, Белгород) — российский и украинский футболист, полузащитник.

## Карьера
Начинал заниматься футболом в Белгороде. В 13 лет юного игрока пригласили в спортивный интернат в Харьков. В1996 году провел один матч в Высшей лиге чемпионата Украины по мини-футболу за «Харьков-Универ». В 1997 году полузащитник попал в молодёжную команду «Днепра». За основной состав днепропетровцев в Высшей лиге дебютировал 13 июня 1999 года в гостевом матче против львовских «Карпат», который закончился крупным поражением «Днепра» со счетом 1:4. В составе команды становился призёрам чемпионата страны. Однако закрепиться в основном составе ему не удалось. Косилов уходил в аренду в «Полиграфтехнику» и «Таврию». В 1998 году Косилов проходил сбор в составе московского «Спартака», а в 2001 году был на просмотре в «Зените». Всего в высшей украинской лиге хавбек провёл 75 матчей и забил 7 мячей. Вызывался в расположение молодежной сборной Украины, но из-за отсутствия гражданства он не играл за неё.
В 2004 году полузащитник вернулся в Россию, но его агент не смог найти ему команду. Лишь в 2005 году он перешел в клуб второго дивизиона «Арсенал» (Тула). Завершил профессиональную карьеру в «Губкине», после чего несколько лет выступал на любительском уровне.

## Достижения
- Бронзовый призёр чемпионата Украины: 2000/01